# Фесюрівська сільська рада
| Фесюрівська сільська рада — орган місцевого самоврядування у Білоцерківському районі Київської області з адміністративним центром у с. Фесюри. Історична дата утворення: в 1921 році. Водоймища на території, підпорядкованій даній раді: річка Рось. Сільській раді підпорядковані населені пункти: - с. Фесюри - с. Щербаки |

## Склад ради
Рада складається з 12 депутатів та голови.

### Керівний склад ради
| ПІБ                           | Основні відомості                                            | Дата обрання | Дата звільнення |
| ----------------------------- | ------------------------------------------------------------ | ------------ | --------------- |
| Святецький Володимир Юрійович | Сільський голова, 1956 року народження, освіта, безпартійний | 26.03.2006   | 31.10.2010      |

Примітка: таблиця складена за даними джерела